# 2022年北京オリンピックのハイチ選手団
2022年北京オリンピックのハイチ選手団は、2022年2月4日から2月20日まで中華人民共和国の北京で開催された2022年北京オリンピックのハイチ選手団の名簿。今大会、ハイチは冬季オリンピック初参加となった。

## 選手団
- 人員: 選手 1人
- 開会式旗手: リチャードソン・ヴィアノ
- 閉会式旗手: リチャードソン・ヴィアノ

## 種目別選手・スタッフ名簿及び成績

### アルペンスキー
| 選手                     | 種目       | 1回目     | 1回目    | 2回目    | 2回目    | 合計      | 合計     |
| 選手                     | 種目       | 結果      | 順位     | 結果     | 順位     | 結果      | 順位     |
| ------------------------ | ---------- | --------- | -------- | -------- | -------- | --------- | -------- |
| リチャードソン・ヴィアノ | 男子大回転 | 途中棄権  | 途中棄権 | 途中棄権 | 途中棄権 | 途中棄権  | 途中棄権 |
| リチャードソン・ヴィアノ | 男子回転   | 1分02秒25 | 42位     | 57秒74   | 33位     | 1分59秒99 | 34位     |